# William H. Zachariasen
William H. Zachariasen (Langesund, 1906 - Santa Fe, 1980), físico estadounidense. Profesor en la Universidad de Chicago, realizó diversos trabajos sobre la difracción de los rayos X y sobre la estructura irregular del vidrio, que le llevaron a emitir la hipótesis de Zachariasen-Warren sobre las estructuras cristalinas de red desordenada.

## Antecedentes
Zachariasen nació en Langesund, en Bamble, Telemark (Noruega). Ingresó en la Universidad de Oslo en 1923, donde estudió en el Instituto Mineralógico. Zachariasen publicó su primer artículo en 1925, cuando tenía 19 años, tras haber presentado el contenido del mismo a la Academia Noruega de Ciencias el año anterior. A lo largo de 55 años publicó más de 200 artículos científicos, muchos de los cuales eran de su exclusiva autoría. En 1928, a los 22 años, se doctoró en la Universidad de Oslo, convirtiéndose en la persona más joven en doctorarse en Noruega. Su director de tesis fue el famoso geoquímico Victor Moritz Goldschmidt. En los años 1928-1929, como becario postdoctoral en la Universidad de Mánchester, en el laboratorio de Sir Lawrence Bragg, Zachariasen comenzó sus estudios sobre la estructura física de los silicatos. Sus trabajos permitieron comprender por primera vez la estructura del vidrio. Regresó a la Universidad de Oslo pero, al cabo de un año, aceptó una oferta del premio Nobel Arthur Compton. 

## Carrera profesional
En 1930, a la edad de 24 años, Zachariasen ingresó en la facultad de Física de la Universidad de Chicago. En 1935-1936 fue becario Guggenheim. En 1941 Zachariasen adquirió la nacionalidad estadounidense y, de 1943 a 1945, trabajó en el proyecto Manhattan. En 1945 publicó su importante monografía Theory of X-ray Diffraction in Crystals (Teoría de la difracción de rayos X en cristales). En 1948-1949 publicó 29 artículos. De 1945 a 1950 y de nuevo de 1955 a 1959 Zachariasen fue director del departamento de física de la Universidad de Chicago. En 1963 Zachariasen examinó una conocida discrepancia entre las intensidades calculadas y medidas de los haces de rayos X de difracción realizando cuidadosas mediciones de las intensidades de difracción de un blanco consistente en el mineral Hambergita. Utilizando los datos de su experimento, reconsideró la teoría predominante, ampliamente aceptada y utilizada. En un artículo publicado en 1963, demostró que la fórmula de C. G. Darwin para la corrección de la extinción secundaria contenía un error en el tratamiento de la polarización de los haces de rayos X. En 1967 Zachariasen publicó una teoría general de la difracción de rayos X en cristales que daba estimaciones más precisas de las intensidades de difracción de rayos X. En 1968 publicó una teoría que tenía en cuenta tanto la extinción como el para la difracción de rayos X en cristales en mosaico.

## Vida privada
En 1930, antes de abandonar Noruega, Zachariasen se casó con Ragni Durban-Hansen, nieta del geólogo W. C. Brøgger. Los Zachariasen tuvieron dos hijos, Fredrik y Ellen. Como pareja, los Zachariasen eran amigos íntimos de otras cuatro parejas formadas por cuatro físicos varones y sus esposas. Los cuatro físicos eran: Samuel Allison, Elmer Dershem (1881-1965), Marcel Schein y John Harry Williams (1908-1966). Allison, Williams y Zachariasen pasaron juntos varias vacaciones en canoa, a veces acompañados por Rudolph "Buddy" Thorness (1909-1969) y quizá uno o dos hombres más. En 1974, Zachariasen se jubiló de la Universidad de Chicago y se trasladó con su esposa a Santa Fe (Nuevo México), donde compraron la primera casa que tuvieron. Siguió escribiendo artículos científicos, a menudo en colaboración con sus amigos Finley H. Ellinger y Robert A. Penneman, ambos del Laboratorio Nacional de Los Álamos. Zachariasen también trabajó con Bernd Matthias, profesor de la Universidad de California en San Diego. El hijo de Zachariasen, Fredrik "Zach" Zachariasen (1931-1999), fue físico teórico, especializado en las interacciones de partículas elementales a altas energías. Fredrik Zachariasen fue profesor de física en Caltech y coautor de dos libros sobre física de altas energías y otro relacionado con la acústica de la guerra antisubmarina.

## Influencia en la ciencia del vidrio
En 1932, W. H. Zachariasen publicó "The Atomic Arrangement in Glass" (La disposición atómica en el vidrio), un artículo clásico que influyó enormemente en los científicos de materiales de la época. Este artículo tuvo quizás más influencia que cualquier otro trabajo publicado sobre la ciencia del vidrio. Un vidrio tiene una estructura amorfa, mientras que un cristal tiene una estructura ordenada de largo alcance; sin embargo, tanto los vidrios como los cristales tienen los mismos bloques de construcción, es decir, poliedros formados por cationes y aniones unidos entre sí. Al cristalógrafo Zachariasen se le suele atribuir el mérito de ser el mayor pionero en la comprensión de la estructura del vidrio por su teoría de las redes aleatorias del vidrio de 1932. Según esta teoría, la naturaleza de los enlaces en el vidrio es la misma que en el cristal, pero las unidades estructurales básicas de un vidrio están conectadas de forma aleatoria, en contraste con la disposición periódica de un material cristalino. Los trabajos de Zachariasen sentaron las bases para el desarrollo de la comprensión de la estructura del vidrio y la relación de ésta con su composición química. Según el profesor Richard L. Lehman, de la Universidad de Rutgers, "Zachariasen estudió la capacidad relativa de los óxidos para formar vidrio y llegó a la conclusión de que la condición última para la formación de vidrio es que una sustancia pueda formar redes tridimensionales extensas carentes de periodicidad pero con una energía comparable a la de las redes cristalinas correspondientes. A partir de esta condición, dedujo cuatro reglas para la estructura de los óxidos que permiten seleccionar aquellos que tienden a formar vidrios. ... En general, a pesar del mediocre historial de predicciones de Zachariasen, ha recibido un gran reconocimiento por ser el primero en abordar sistemáticamente la relación entre la estructura atómica y la capacidad de formar vidrios".
Supongamos que {\displaystyle A}  representa un átomo metálico, es decir, un catión. Las cuatro reglas para la formación de un vidrio a partir de un óxido {\displaystyle A_{m}O_{n}} son:
- Un átomo de oxígeno está unido a no más de dos átomos formadores de vidrio A.
- El número de átomos de oxígeno alrededor de cada átomo formador de vidrio A es pequeño, quizás 3 o 4.
- Entre los poliedros que contienen oxígeno, un poliedro catiónico A comparte esquinas, pero no lados ni caras.
- Para redes tridimensionales de poliedros que contienen oxígeno, deben compartirse al menos tres esquinas.

## Trabajo sobre los elementos 5f
Según Robert Penneman, del Laboratorio Nacional de Los Álamos, "ningún otro cristalógrafo ha hecho tanto por ampliar nuestro conocimiento de la química de los elementos pesados, ni ha tenido un papel tan central en el desarrollo de la energía atómica." Durante las primeras fases del proyecto Manhattan, sólo se producían cantidades de microgramos de los elementos transuránicos. Los químicos que realizaron la microquímica de estas muestras de elementos transuránicos enviaron las muestras en capilares a Zachariasen para averiguar en qué consistían las muestras. El análisis de difracción de rayos X de Zachariasen fue una base esencial para la evidencia experimental de que los elementos transuránicos formaban una serie 5f análoga a la serie 4f de los elementos de tierras raras. Sus estudios de rayos X de los elementos transuránicos fueron esenciales para el desarrollo de la metalurgia de los elementos transuránicos, en particular del plutonio. En 1948 publicó un artículo sobre los nuevos tipos de estructura de los compuestos de la serie 5f.

## Departamento de Física de la Universidad de Chicago
Según Mark Inghram, "A Zachariasen no le gustaban en absoluto las pretensiones ni los títulos. Sus amigos y colaboradores siempre le llamaban por uno de sus dos apodos, "Willie" o "Zach". A finales de 1945, Willie aceptó por primera vez tareas administrativas. Su influencia y eficacia en estos puestos ha influido positivamente en muchas vidas. En 1928, sólo dos años antes de que Willie fuera a la Universidad de Chicago, una encuesta nacional había clasificado al departamento de física como el número uno del país. Esto se debió en gran parte a la presencia en aquella época de Michelson, Millikan, y Compton, tres premios Nobel. Durante la década de 1930, bajo la dirección de Gale y Compton, ese rango descendió mucho. Esto, según Willie, se debió principalmente al gobierno autocrático dentro del departamento y a la contratación por parte del departamento de sus propios estudiantes como profesores subalternos, en gran parte para ayudar al miembro del profesorado bajo el cual ese estudiante había recibido el título de doctor. 
Los cambios que introdujo Willie fueron trascendentales y duraderos. Transformó el departamento de autocrático en democrático. El claustro de profesores se reunió por primera vez en muchos años para estudiar los asuntos del departamento.
Zachariasen, con el apoyo del profesorado del departamento de física, trajo a Enrico Fermi, Edward Teller, Robert F. Christy, Walter H. Zinn, Maria Goeppert-Mayer, Gregor Wentzel y otros distinguidos físicos a la Universidad de Chicago como profesores de física. En 1949, el departamento había recuperado su primer puesto. Entre los físicos que se doctoraron en la Universidad de Chicago entre 1945 y 1950 había cinco que ganaron premios Nobel más adelante en sus carreras.